# Xã Berwick, Quận Newton, Missouri
Xã Berwick (tiếng Anh: Berwick Township) là một xã thuộc quận Newton, tiểu bang Missouri, Hoa Kỳ. Năm 2010, dân số của xã này là 378 người.